# 6080 Lugmair
6080 Lugmair eller 1981 EY26 är en asteroid i huvudbältet som upptäcktes den 2 mars 1981 av den amerikanska astronomen Schelte J. Bus vid Siding Spring-observatoriet. Den är uppkallad efter den tyske kemisten Günter Lugmair.
Asteroiden har en diameter på ungefär 12 kilometer och den tillhör asteroidgruppen Hygiea.